# Осюрюк
Осюрю́к (фр. Aussurucq) — коммуна во Франции, находится в регионе Аквитания. Департамент — Атлантические Пиренеи. Входит в состав кантона Монтань-Баск. Округ коммуны — Олорон-Сент-Мари.
Код INSEE коммуны — 64081.

## География

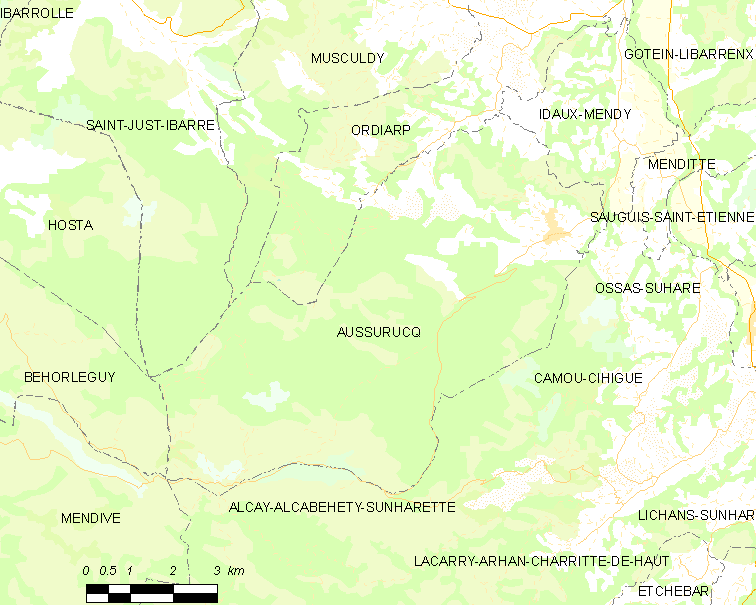
Карта коммуны

Коммуна расположена приблизительно в 690 км к югу от Парижа, в 190 км южнее Бордо, в 50 км к западу от По.

### Климат
Климат тёплый океанический. Зима мягкая, средняя температура января — от +5°С до +13°С, температуры ниже −10 °C бывают редко. Снег выпадает около 15 дней в году с ноября по апрель. Максимальная температура летом порядка 20-30 °C, выше 35 °C бывает очень редко. Количество осадков высокое, порядка 1100 мм в год. Характерна безветренная погода, сильные ветры очень редки.

## Население
Население коммуны на 2010 год составляло 251 человек.
| 1962 | 1968 | 1975 | 1982 | 1990 | 1999 | 2010 |
| ---- | ---- | ---- | ---- | ---- | ---- | ---- |
| 379  | 347  | 289  | 293  | 274  | 254  | 251  |

## Администрация
| Период | Период | Фамилия         | Партия | Примечания |
| ------ | ------ | --------------- | ------ | ---------- |
| 1983   | 1989   | Жан Эчебарн     |        |            |
| 1989   | 2008   | Жан-Батист Кеэй |        |            |
| 2008   | 2020   | Жан Каррикабюрю |        |            |

## Экономика
В 2010 году среди 154 человек трудоспособного возраста (15-64 лет) 117 были экономически активными, 37 — неактивными (показатель активности — 76,0 %, в 1999 году было 72,6 %). Из 117 активных жителей работали 110 человек (57 мужчин и 53 женщины), безработных было 7 (3 мужчин и 4 женщины). Среди 37 неактивных 8 человек были учениками или студентами, 24 — пенсионерами, 5 были неактивными по другим причинам.

## Достопримечательности
- Замок Рюти (XI век). Исторический памятник с 1925 года[4]

## Фотогалерея

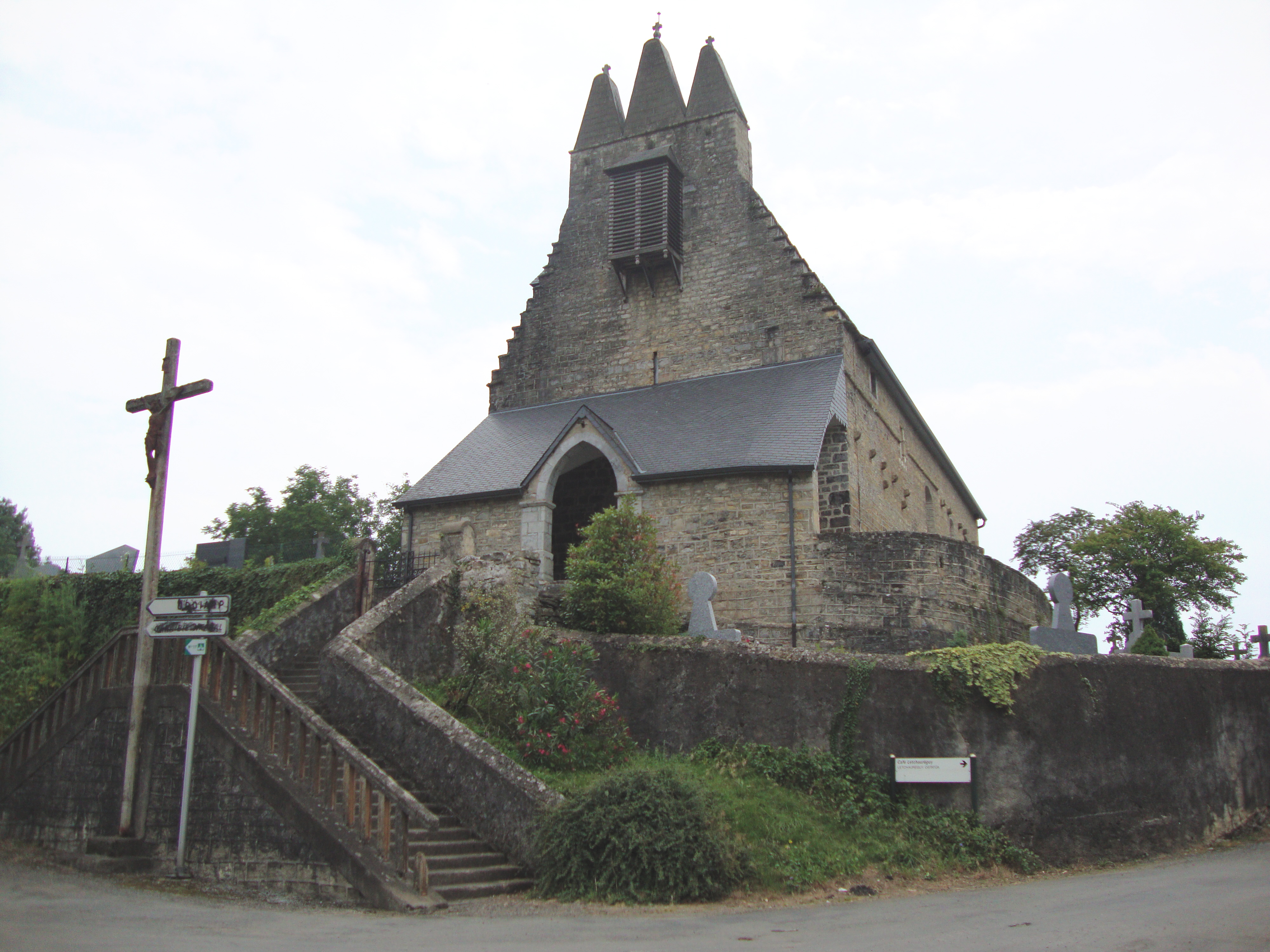
Церковь
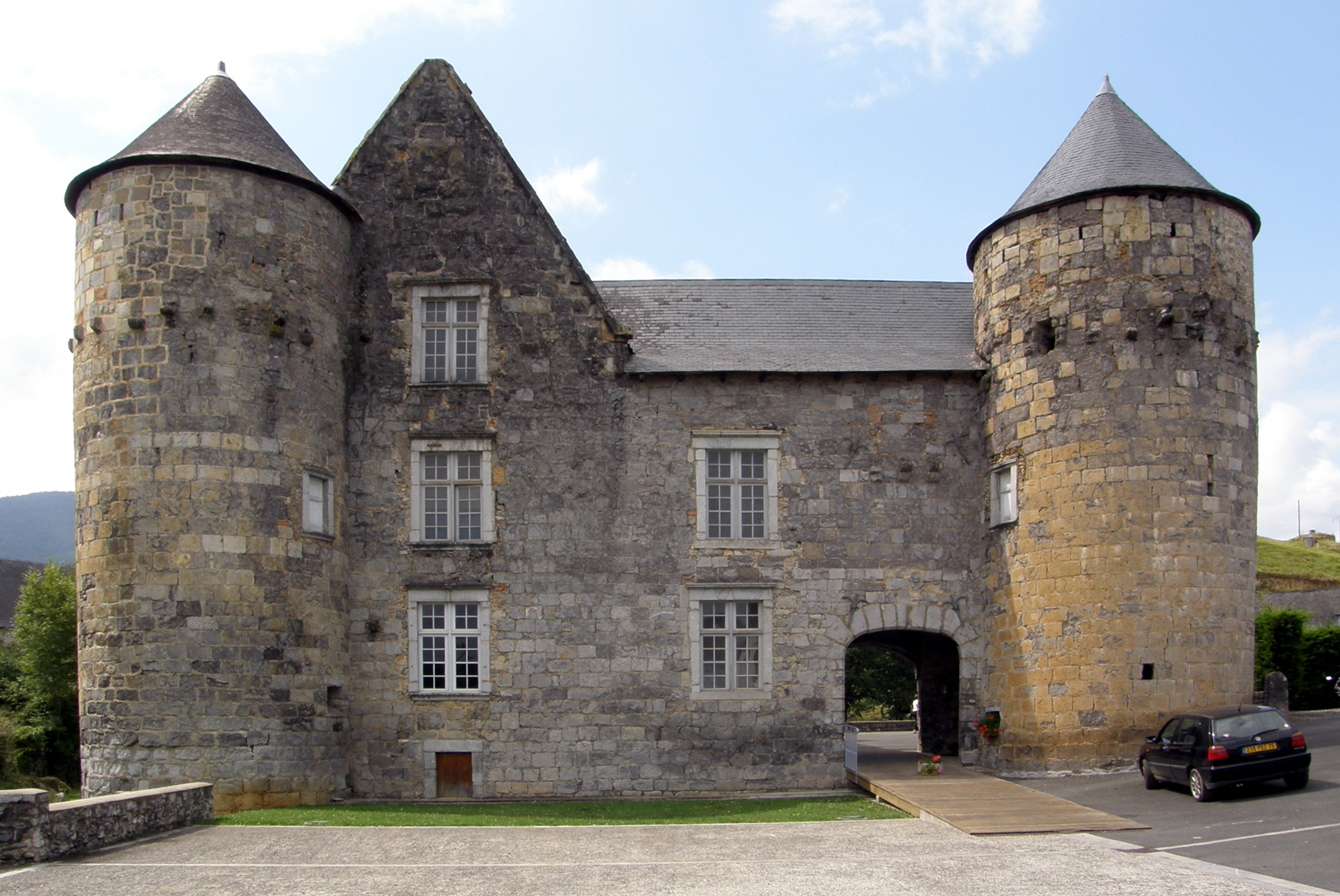
Замок Рюти
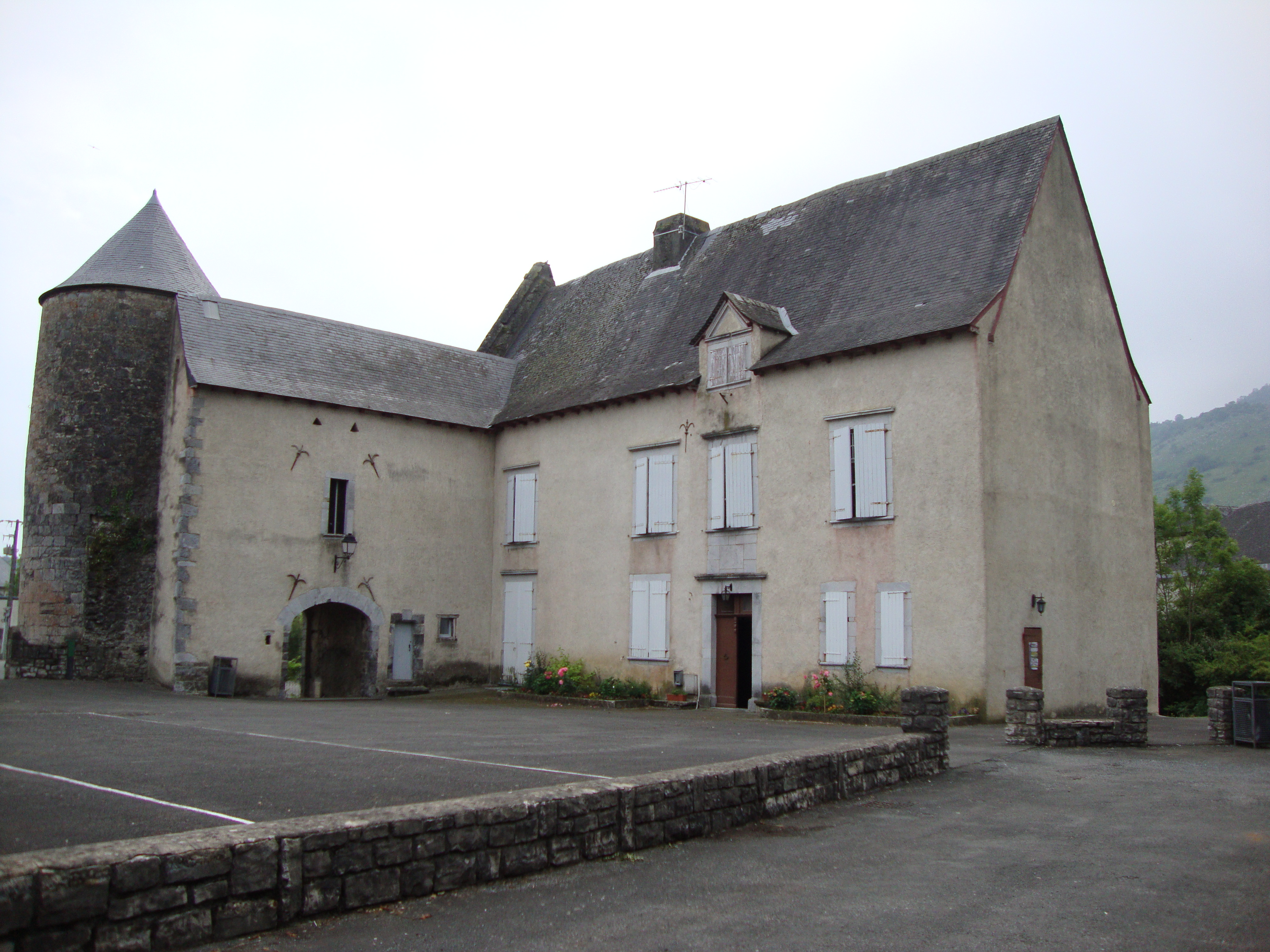
Мэрия во дворе замка
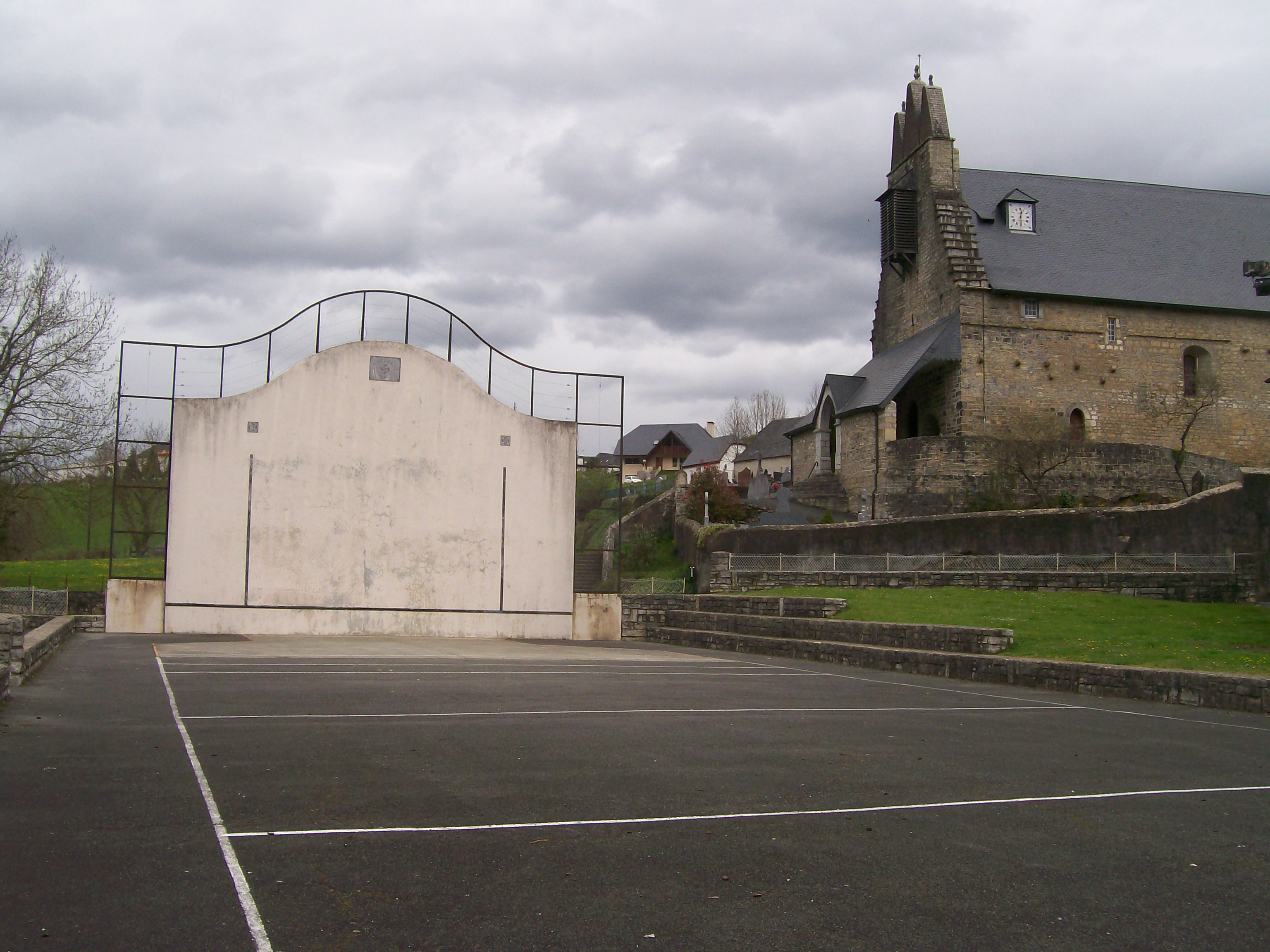
Фронтон (площадка для игры в пелоту)
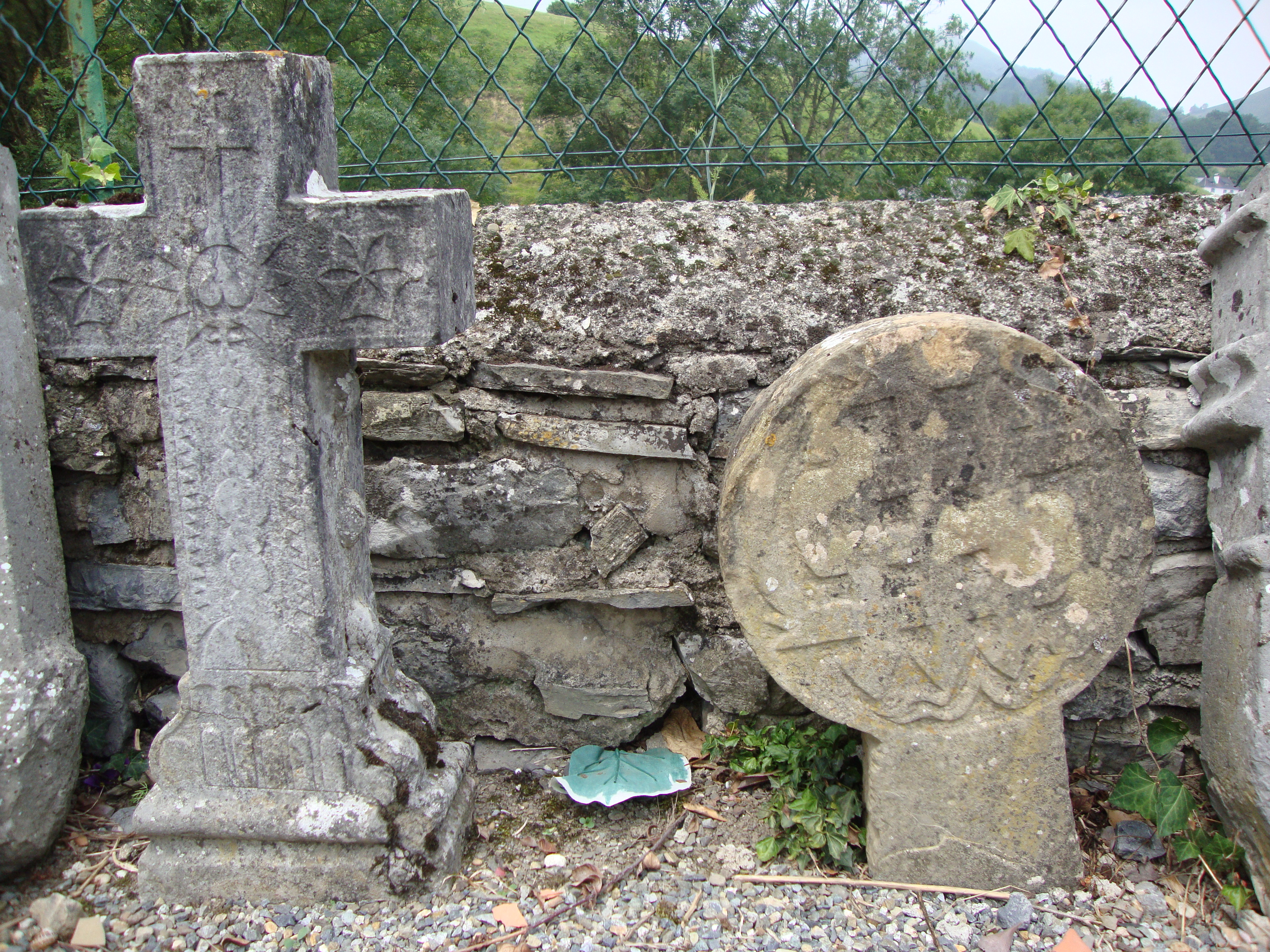
Баскские стелы